# Manoir de la Coudre
Le manoir de la Coudre est un manoir français situé à Changé, dans le département de la Mayenne et la région des Pays de la Loire.

## Désignation
- (Carte de Cassini).

## Histoire
Il s'agissait d'une terre noble avec manoir du XVIe siècle situé sur une colline, dominant le bourg et le cours de la rivière. 

## Sources et bibliographie
- « Manoir de la Coudre », dans Alphonse-Victor Angot et Ferdinand Gaugain, Dictionnaire historique, topographique et biographique de la Mayenne, Laval, A. Goupil, 1900-1910 [détail des éditions] (BNF 34106789, présentation en ligne)